# 桑草属
桑草属（学名：Fatoua）是桑科下的一个属，为亚灌木状草本植物。该属共有3种，一种分布于马达加斯加，另兩种分布于爪哇北部至日本和大洋洲。

## 物種
- Fatoua madagascariensis Leandri
- 水蛇麻 Fatoua pilosa Gaudich.
- 細齒水蛇麻 Fatoua villosa (Thunb.) Nakai